# Istenquebe

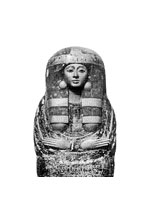
Istemkheb, rainha do Egipto

Istenquebe (Istemkheb) foi uma rainha do Antigo Egito juntamente com o seu marido Pinedjem II. Foi filha de Psusenés I, governante do Delta do Nilo.